# Bruno Monguzzi
Bruno Monguzzi (* 21. August 1941 in Mendrisio, Schweiz) ist ein Schweizer Grafikdesigner, Typograf, Plakatgestalter und Lehrer.

## Leben und Werk
Bruno Monguzzi studierte Grafikdesign an der Ecole des Arts Decoratifs in Genf, Wahrnehmungspsychologie, Typografie und Fotografie in London an der Saint Martin’s School of Art und am London College of Printing (heute London College of Communication). 1961 zog er nach Mailand und arbeitete im Studio Boggeri – der damals führenden Design- und Werbeagentur in Italien. Walter Ballmer, Max Huber, Xanti Schawinsky und Carlo Vivarelli arbeiteten hier. 1965 ging er nach Montreal und arbeitete im Büro von Charles Gagnon und James Volkus am Entwurf der neun Pavillons für die Expo 67 mit. 1968 kehrte er nach Mailand zurück und begann seine Tätigkeit als Buch-, Plakat- und Ausstellungsgestalter.
In seinem Essay Visuelle Kommunikation als Übersetzungsproblem gibt Monguzzi Einblick in den Prozess seiner gestalterischen Tätigkeit und beschreibt, wie Text und Bild auf dem Ausstellungsplakat Florence Henri 1991 ihren Platz auf der Fläche gefunden hatten: «Du bewegst die Dinge, du bist dabei so aufmerksam wie möglich, und dann könnte man fast sagen, dass dich der Zufall geleitet hat. Du hast eine Vorstellung im Kopf, doch es ist nicht ein Bild, das du im Kopf hast, sondern es ist eine Vorstellung, zu der du das passende Bild finden musst. Deswegen kannst du das Bild nicht skizzieren. Du kannst es nicht vorwegnehmen. Du musst die Dinge bewegen und auf die Erscheinungen dabei achten.»
Projekte von ihm waren das Corporate Design des Musée d’Orsay in Paris – das heute nicht mehr verwendet wird –, die Ausstellung Majakovskij Mejerchold Stanislavskij 1975 im Mailänder Castello Sforzesco und die Plakate für das Museo Cantonale d’Arte in Lugano, für das er von 1987 bis 2004 arbeitete. 1979 wurde Monguzzi in die Alliance Graphique Internationale (AGI) aufgenommen. Rolf Müller stellte ihn 1986 in der Zeitschrift HQ High Quality (HQ) in Heft 4 vor und die Typografischen Monatsblätter (TM) widmeten ihm 2004 ein Sonderheft, in dem es im Editorial über ihn heisst, er verbinde «Schweizerische Präzision mit italienischer Eleganz». 2000 widmete ihm die Ginza Graphic Gallery in Tokyo eine Einzelausstellung und eine Publikation in ihrer Buchreihe World Graphic Design.
Werke von Bruno Monguzzi sind in internationalen Sammlungen vertreten, unter anderen im Museum of Modern Art in New York, im Stedelijk Museum in Amsterdam und im Centre Georges-Pompidou in Paris.
Als Lehrer unterrichtete er in Lugano, Mendrisio und als Gastdozent an verschiedenen amerikanischen Universitäten. Monguzzi lebt in Meride (Tessin).

## Auszeichnungen
- 1971: Premio Bodoni
- 1990: Goldmedaille des Art Directors Club New York, USA
- 2000: Yusaku Kamekura International Design Award, Japan
- 2000: Goldmedaille auf der Internationalen Plakat Triennale in Toyama, Japan
- 2003: Verleihung Honorary Royal Designer for Industry von der Royal Society of Arts, London
- 2025: Schweizer Grand Prix Design, Schweiz

## Veröffentlichungen
- High Quality (HQ) Heft 4/1986, Zeitschrift über das Gestalten, das Drucken und das Gedruckte, Heidelberger Druckmaschinen AG (Hrsg.) ISSN 0177-2945, S. 10–17.
- Bruno Monguzzi. World Graphic Design 48. Mit einer Einführung von Ikko Tanaka, Ginza Graphic Gallery, Tokyo 2000, ISBN 4-924956-48-1.
- Typografische Monatsblätter (TM) 1/2004, Zeitschrift für Schrift, Typografie, Gestaltung und Sprache, Mediengewerkschaft comedia (Hrsg.) Bern 2004,
- Richard Hollis: Schweizer Grafik. Die Entwicklung eines internationalen Stils 1920 – 1965. Birkhäuser Verlag, Basel 2006, ISBN 978-3-7643-7267-5.
- Bruno Monguzzi: Visuelle Kommunikation als Übersetzungsproblem, In: Claude Lichtenstein (Hrsg.): Spielwitz und Klarheit. Schweizer Architektur, Grafik und Design 1950 – 2006. Lars Müller Publishers, Zürich 2007, ISBN 3-03778-089-4, S. 140–141.
- Christian Brändle, Karin Gimmi, Barbara Junod, Christina Reble, Bettina Richter (Hrsg.): 100 Jahre Schweizer Grafik. Lars Müller Publishers, Zürich 2014, ISBN 978-3-03778-352-8.
- David Fischbach (Hrsg.): Die Galerie im Setzkasten. Der Sammler Arno Stolz. Niggli Verlag, Salenstein 2019, ISBN 978-3-7212-0986-0.